# Isoperla burksi
Isoperla burksi és una espècie d'insecte plecòpter pertanyent a la família dels perlòdids.

## Hàbitat
En el seu estadi immadur és aquàtic i viu a l'aigua dolça, mentre que com a adult és terrestre i volador.

## Distribució geogràfica
Es troba a Nord-amèrica: els Estats Units (Arkansas, Illinois, Indiana, Kentucky, Maryland, Missouri, Carolina del Nord, Nova Jersey, Ohio, Oklahoma, Carolina del Sud i Virgínia Occidental).